# Rosa Taikon
Rosa Taikon (ur. 30 lipca 1926 w miejscowości Tibro, zm. 1 czerwca 2017 w miejscowości Flor w gminie Härjedalen) – szwedzka aktorka i złotniczka pochodzenia romskiego z kasty Kalderaszów. Jej srebrna biżuteria była wystawiana w wielu galeriach i muzeach, takich jak Narodowe Muzeum Sztuk Pięknych i Muzeum Röhsska. Jest siostrą Katariny Taikon.

## Nagrody i wyróżnienia
W 2010 roku została odznaczona medalem Illis quorum meruere labores.
W 2013 roku została uhonorowana Nagrodą im. Olofa Palmego za wieloletnią walkę o prawa człowieka.

## Filmografia
- 1949 - Smeder på luffen[4]
- 1950 - Kyssen på kryssen[4]
- 1950 - Motorkavaljerer[4]
- 1953 - Marianne[4]